# Parada Toriba
A Parada Toriba é uma parada ferroviária da Estrada de Ferro Campos do Jordão (EFCJ). Foi inaugurada em 1943 e atualmente encontra-se sem uso.
Localiza-se no município de Campos do Jordão.

## História
Foi inaugurada em 1943, e é uma plataforma com uma sala que serve de área de espera, cuja cobertura estende-se até parte da plataforma. Foi uma das paradas do trem de subúrbios de Campos do Jordão, criado a partir de 1947, e, em 2021, não mais em operação. Depois de desativada durante anos, a parada foi reaberta em 2013, após reforma custeada por um hotel nas proximidades. A reforma instalou nela iluminação elétrica e enfeites de madeira, para que a parada pudesse servir de ponto de embarque do trem do mirante, o qual também encontra-se desativado em 2021.